# Anaxyrus californicus
Anaxyrus californicus е вид жаба от семейство Крастави жаби (Bufonidae). Видът е застрашен от изчезване.

## Разпространение
Разпространен е в Мексико и САЩ.

## Описание
Популацията на вида е намаляваща.